# Der Piccolo vom Goldenen Löwen
Der Piccolo vom Goldenen Löwen ist ein zum Jahresende 1927 entstandenes, deutsches Stummfilmlustspiel von Carl Boese mit dem 13-jährigen Gustl Stark-Gstettenbaur, der hier seinen Einstand vor der Kamera gab, in der Titelrolle.

## Handlung
Irgendwo in einem kleinen deutschen Provinznest. Hier befindet sich das Gasthaus „Zum Goldenen Löwen“. Die Geschäfte gehen ausgesprochen schlecht, und deshalb muss der kleine, noch minderjährige Piccolo Peter Pohlmann alles selbst machen: den Piccolo und den Ober geben und sogar den Geschäftsführer. Da der flinke Junge blitzgescheit und auch noch fleißig ist, hat der Besitzer des Etablissements, Wirt Fritz Leplow, keine Probleme damit, Peter den Laden anzuvertrauen. Als eines Tages eine merkwürdige fremde Dame auftaucht, spricht sich das bald in dem ganzen Ort herum, und alle sind in heller Aufregung: Denn die junge Lady ist eine echte Gräfin namens Gerda von Hohenstein, und da sie sich für angeblich hier zu findende Radiumquellen interessiert, träumen schon einige Dorfbewohner vom Beginn einer Boom-Zeit. Beim Piccolo, der sich rasch von der Begeisterung für Gerda mitreißen lässt, hat die Fremde sowieso ein Stein im Brett, denn sie sagt Peter zu, seiner älteren Schwester Anna, die von einem sittenlosen Kerl erst verführt und dann mit dem Kind sitzengelassen wurde, eine Stelle zu verschaffen. Die erhält sie auch im Hotel.
Die Dorfbewohner lassen sich von der Vorstellung, bald einen Kurort zu bewohnen, mitreißen und investieren sogar eigenes Geld, um bei der Erschließung der Radiumquelle zu helfen. Vertrauensselig wie man ist, wird die gespendete Geldsumme der Gräfin anvertraut. Eines Tages belauscht die Piccolo ein Gespräch zwischen Gerda und dem Tiefbauingenieur Walberg, der zwecks Erforschung der Quelle in den Ort beordert wurde. Dabei bekommt Peter heraus, dass die vorgebliche Adelige eine ganz üble Hochstaplerin mit dem höchst gewöhnlichen Namen Frieda Schulz ist und nur hierher kam, um die armen, gutgläubigen Bauersleute abzuzocken. So sauer Piccolo Peter auch über diesen schäbigen Betrugsversuch ist, so hat der Junge doch nicht vergessen, was Frieda Schulz doch für seine Schwester getan hat und dass sie stets freundlich zu ihm war. Er gibt ihr die Chance, quasi durch die Hintertür aus dem Ort wieder zu verschwinden, nicht aber, ohne ihr zuvor das von den braven Bürgersleuten eingesammelte Geld wieder abzuknüpfen.
Durch einen Freund lässt Peter die Ganovin zur Bahn bringen, damit sie sang- und klanglos verschwinden könne. Erst als sie entschwunden und ihr Vorsprung groß genug ist, erstattet der smarte Junge Anzeige. Noch am selben Tag erhalten Peter und Maria die Nachricht, dass beide gemäß einer notariell beglaubigten Urkunde Erben eines beträchtlichen Vermögens geworden seien. Für die Ortsansässigen bedeutet dies gleich doppeltes Glück: Peter zahlt ihnen erst einmal ihr von Gerda alias Frieda abgeluchstes Geld zurück, und dann kündigt er auch noch an, von dem ererbten Vermögen den Ausbau des Dorfes zu einem Kurort finanzieren zu wollen. Und so wird aus dem kleinen Piccolo vom „Goldenen Löwen“ der angesehenste und beliebteste Bürger des verträumten Städtchens.

## Produktionsnotizen
Der Piccolo vom Goldenen Löwen entstand im Dezember 1927 im National-Film-Atelier in Berlin-Tempelhof und im Terra-Glashaus in Berlin-Marienfelde, passierte am 25. Januar 1928 die deutsche Filmzensur und wurde für die Jugend freigegeben. Die Länge des Films betrug 2571 Meter, verteilt auf acht Akte. Die Uraufführung fand am 27. Februar 1928 in Berlins Titania-Palast statt.
Karl Machus gestaltete die Filmbauten.

## Kritiken
Der Tag konstatierte eine „ausgezeichnete Besetzung“.
Das Kleine Blatt resümierte knapp: „Im ganzen acht „lustige“ Akte.“